# Rhynchospora terminalis
Rhynchospora terminalis är en halvgräsart som först beskrevs av Christian Gottfried Daniel Nees von Esenbeck, och fick sitt nu gällande namn av Ernst Gottlieb von Steudel. Rhynchospora terminalis ingår i släktet småag, och familjen halvgräs. Inga underarter finns listade i Catalogue of Life.